# Philadelphia 76ers 2001-2002
La stagione 2001-02 dei Philadelphia 76ers fu la 53ª nella NBA per la franchigia.
I Philadelphia 76ers arrivarono quarti nella Atlantic Division della Eastern Conference con un record di 43-39. Nei play-off persero al primo turno con i Boston Celtics (3-2).

## Roster
| N° | Naz.                               | Ruolo | Sportivo          | Anno | Alt. | Peso |
| -- | ---------------------------------- | ----- | ----------------- | ---- | ---- | ---- |
| 0  | Stati Uniti (bandiera)             | A     | Alvin Jones       | 1978 | 211  | 120  |
| 1  | Canada (bandiera)                  | C     | Samuel Dalembert  | 1981 | 211  | 113  |
| 3  | Stati Uniti (bandiera)             | G     | Allen Iverson     | 1975 | 183  | 75   |
| 5  | Stati Uniti (bandiera)             | G     | Vonteego Cummings | 1976 | 191  | 84   |
| 7  | Stati Uniti (bandiera)             | A     | Ira Bowman        | 1973 | 196  | 88   |
| 8  | Stati Uniti (bandiera)             | G     | Aaron McKie       | 1972 | 196  | 95   |
| 9  | Stati Uniti (bandiera)             | A     | Derrick McKey     | 1966 | 206  | 93   |
| 11 | Isole Vergini Americane (bandiera) | G     | Raja Bell         | 1976 | 196  | 93   |
| 12 | Stati Uniti (bandiera)             | G     | Speedy Claxton    | 1978 | 180  | 75   |
| 20 | Stati Uniti (bandiera)             | G     | Eric Snow         | 1973 | 191  | 86   |
| 21 | Stati Uniti (bandiera)             | A     | Matt Harpring     | 1976 | 201  | 105  |
| 23 | Stati Uniti (bandiera)             | A     | Tim James         | 1976 | 201  | 96   |
| 25 | Stati Uniti (bandiera)             | A     | Damone Brown      | 1979 | 206  | 91   |
| 40 | Stati Uniti (bandiera)             | A     | Corie Blount      | 1969 | 206  | 109  |
| 41 | Stati Uniti (bandiera)             | C     | Jabari Smith      | 1977 | 211  | 113  |
| 44 | Stati Uniti (bandiera)             | A     | Derrick Coleman   | 1967 | 208  | 104  |
| 51 | Stati Uniti (bandiera)             | C     | Michael Ruffin    | 1977 | 206  | 112  |
| 52 | Stati Uniti (bandiera)             | C     | Matt Geiger       | 1969 | 213  | 110  |
| 55 | RD del Congo (bandiera)            | C     | Dikembe Mutombo   | 1966 | 218  | 111  |

## Staff tecnico
- Allenatore: Larry Brown
- Vice-allenatori: Randy Ayers, Dave Hanners, John Kuester, Courtney Witte